# Poggio alla Malva
Poggio alla Malva è una frazione situata nel comune di Carmignano (Prato).

## Storia
Testimonianze archeologiche attestano che nelle vicinanze del paese vi era un insediamento etrusco, ora noto come necropoli di Prato Rosello. Attualmente vi si possono trovare alcune tombe etrusche perfettamente conservate, nelle quali sono stati ritrovati importanti reperti custoditi nel Museo archeologico di Artimino.
La zona rientra dentro il Barco Mediceo della villa medicea La Ferdinanda di Artimino. Nei pressi del paese si può trovare una porta di accesso al barco e numerosi tratti di muro mediceo.
Inizialmente il paese era noto con il nome di Le Busche, dal nome della chiesa di Santo Stefano alle Busche che era parrocchia già agli inizi dell'800. La chiesa era collocata nei pressi dell'argine destro dell'Arno, nella piana sottostante l'insediamento abitativo.
Nel 1833 la parrocchia contava circa 344 individui, per la maggior parte scalpellini, e faceva parte del conglomerato di parrocchie di Lastra a Signa (Firenze). Il villaggio e parrocchia nel Valdarno fiorentino sull'ingresso dello stretto di Golfolina presso la confluenza dell'Ombrone Pistoiese, era comunità giurisdizione di Lastra a Signa, diocesi di Pistoia, compartimento di Firenze.
Solo nel 1833 venne passata sotto il controllo del comune di Carmignano.
Vi ebbero podere i conti Gangalandi, da uno dei quali (Ranuccio, detto Buschia) probabilmente trasse il vocabolo di Busche.
L'attuale nucleo urbano è risalente agli inizi del Novecento, in quanto nella zona si insediarono alcuni operai (scalpellini) delle cave di pietra serena presenti nella zona.

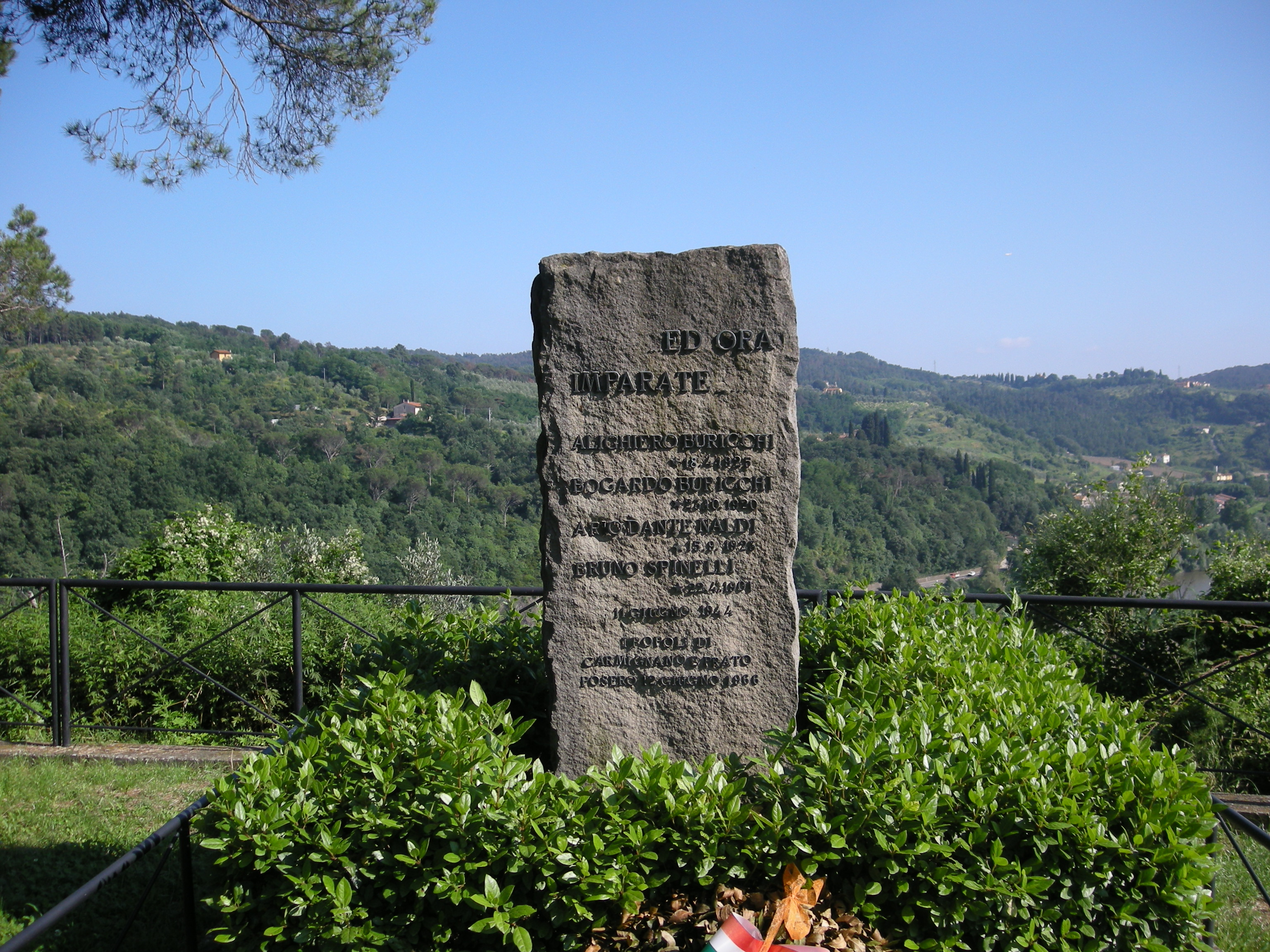
Il monumento ai caduti partigiani

Situato su di un poggio nei pressi del fiume Arno deve la sua fama principale a un'azione partigiana che l'11 giugno 1944 fece esplodere ben 11 vagoni carichi di esplosivo in partenza dal vicino dinamitificio Nobel, in mano alle forze naziste.
In quell'eroico gesto morirono i quattro partigiani: Bogardo Buricchi, Alighiero Buricchi, Ariodante Naldi e Bruno Spinelli.
L'ingente forza esplosiva dell'azione partigiana provocò la distruzione di numerose case dell'abitato sorto intorno alla stazione ferroviaria. Durante il 1944-'45 Poggio alla Malva fu al centro di numerosi bombardamenti essendo un punto strategico per la posizione e per la centralità tra Firenze, Pistoia, Prato e Empoli.
Altro elemento importante da rilevare è la presenza di Benvenuto Matteucci, parroco scrittore, che divenne in seguito arcivescovo di Pisa. Durante la sua permanenza a Poggio alla Malva notevoli furono i personaggi letterari ospitati nella chiesa di Santo Stefano, tra cui Giuseppe Ungaretti. Notevole fu anche il rapporto di amicizia con il sindaco di Firenze Piero Bargellini, noto per aver diretto le operazioni durante la drammatica alluvione del 1966.

## Caratteristiche
Situato sulla strada che dalla Stazione di Carmignano (e quindi dalla SP45 di Comeana e la SP Via Cavalcanti di Signa) conduce all'abitato di Artimino.
Il paese conta circa 450 abitanti.
Il paese è dotato di una scuola materna con due sezioni, una chiesa (chiesa di Santo Stefano a Poggio alla Malva), di una casa del popolo (circolo ARCI "Ariodante Naldi") dove ogni anno, da venti anni circa, si svolge la sagra del cinghiale, polenta e funghi porcini (secondo e terzo fine settimana di settembre) e di un'antica bottega di alimentari e tabacchi a gestione familiare.
È presente la società calcistica ASD Polisportiva A. Naldi che nel 2008 è iscritta al campionato FIGC della provincia di Prato.
I boschi circostanti sono stati dichiarati, dalla provincia di Prato area naturale protetta di interesse locale.